# Meshginshahr (Verwaltungsbezirk)
Meschginschahr (persisch شهرستان مشگین‌شهر Schahrestan-e Meschginschahr) ist ein Schahrestan in der Provinz Ardabil im Iran. Er enthält die Stadt Meschginschahr, welche die Hauptstadt des Verwaltungsbezirks ist. Der Bezirk grenzt im Norden an Aserbaidschan an und wird mehrheitlich von Aseris bewohnt.

## Demografie
Bei der Volkszählung 2016 betrug die Einwohnerzahl des Schahrestan 149.941. Die Alphabetisierung lag bei 78 Prozent der Bevölkerung. Knapp 54 Prozent der Bevölkerung lebten in urbanen Regionen.
| Zensusjahr | Einwohnerzahl |
| ---------- | ------------- |
| 2011       | 151.156       |
| 2016       | 149.941       |